# Suhaia
Suhaia is een Roemeense gemeente in het district Teleorman.
Suhaia telt 2565 inwoners.